# Moxostoma congestum
Moxostoma congestum је зракоперка из реда Cypriniformes и фамилије Catostomidae. 

## Угроженост
Подаци о распрострањености ове врсте су недовољни.

## Распрострањење
Врста је присутна у Мексику и Сједињеним Америчким Државама.

## Станиште
Станиште врсте су слатководна подручја.